# Italo house
Italo house foi um subgênero de house music popular na Itália, nos anos 80, misturando a música eletrônica caseira e italo disco.
Basicamente a Italo house é uma das vertentes da house music que se alastrou e dominou os principais charts da dance music no final da década de 1980.
Inicialmente é uma evolução natural da eurodisco (1981-1987) que também é uma evolução da música disco (1974-1980).
A Eurodisco era um ritmo cadenciado, produzido quase que exclusivamente por sintetizadores, com vozes processadas e harmônicas (Modern Talking, Bad Boys Blue). Quando a House Music começou os seus primeiros passos (1987), foi uma junção de disco, eurodisco com sons inusitados (sirenes e samplers), com batidas acima de 100 BPMs, alguma cantadas outras não, mas altamente dançantes e alegres.
A House tem sua origens em Chicago (1985) onde os DJs, misturavam base musicais da era Disco com vocais atuais da época em suas casas de dança chamadas Warehouse, por isso House Music. Em 1986, este tipo de ritmo foi adotado por grande parte dos DJ´s londrinos que formataram a House como ela é conhecida atualmente, batida 4/4 feitas num sintetizador Roland TR-909 e Roland TR-808 e linhas de baixo num sintetizador TB-303 (também da Roland). Aí surgiu a Acid Music.
A Italo acompanhou este movimento começando uma intensa produção musical, inicialmente cantando e adaptando sons italianos já existentes:
- Volare
- Marina

E logo em seguida produzindo sons "originais" (cheio de samples), que acabaram destronando a Acid House e incorporanto a Italo House ao cotidiano das paradas dance do mundo. Seus principais produtores e "grupos" foram:
- Lee Marrow
- Blackbox
- Cappella
- Simples D
- Double You
- Mc Fixx
- Ice Mc,

A principal característica da Italo é o seu som "chicletes", que gruda no ouvido na primeira audição (conhecida como baba music), vocais femininos e som pasteurizado (todas as músicas parecem iguais).
É de fácil consumo do público, rádios e pistas mas cai no esquecimento na mesma rapidez, claro que com exceções. Ainda hoje, a Italo House é um dos ritmos mais ouvidos no Brasil e no mundo. Deve-se também ressaltar que a Italo House tinha como importante característica o uso de timbres de pianos e strings, sendo que um dos principais sintetizadores usados na época para a introdução desses sons foi o Korg M-1.